# Fitzhugh
Fitzhugh é uma cidade  localizada no estado norte-americano de Oklahoma, no Condado de Pontotoc.

## Demografia
Segundo o censo norte-americano de 2000, a sua população era de 204 habitantes.
Em 2006, foi estimada uma população de 206, um aumento de 2 (1.0%).

## Geografia
De acordo com o United States Census Bureau tem uma área de
18,9 km², dos quais 18,9 km² cobertos por terra e 0,0 km² cobertos por água.

## Localidades na vizinhança
O diagrama seguinte representa as localidades num raio de 24 km ao redor de Fitzhugh.